# یلوه هاوکینز
یلوه هاوکینز (نام علمی: Diaphorapteryx hawkinsi)، که یلوه غول‌پیکر جزیره چتم یا در موریوری به نام ماهونوی نیز نامیده می‌شود، گونه‌ای منقرض‌شده از یلوه‌های بی‌پرواز است. این گونه بومی جزایر چتم در شرق نیوزلند بود. شناخته شده‌است که تنها در جزایر اصلی جزیره چتم و جزیره پیت وجود داشته‌است. بلوه هاوکینز بزرگ‌ترین پرنده زمینی بومی جزایر چتم بود، حدود ۴۰ سانتیمتر (۱۶ اینچ) قد و وزن حدود ۲ کیلوگرم (۴٫۴ پوند) داشت. نوکی بلند و خمیده به پایین داشت. گزارش‌های تاریخی که احتمالاً به این پرنده با نام "mehonui" اشاره می‌کنند، نشان می‌دهند که رنگ آن قرمز مایل به قهوه‌ای بوده‌است و در عادات زیست‌محیطی با مرغ بیشه مقایسه شده‌است و از نوک آن برای بررسی چوب‌های در حال پوسیدگی برای بی‌مهرگان استفاده می‌شود. یلوه هاوکینز احتمالاً به دلیل شکار بی‌رویه توسط ساکنان بومی جزایر، موریوری، منقرض شده‌است و این پرنده از بقایای اسکلت موجود در تل زباله آشپزخانه آنها شناخته شده‌است.